# Robinsonella hintonii
Robinsonella hintonii är en malvaväxtart som beskrevs av Paul Arnold Fryxell. Robinsonella hintonii ingår i släktet Robinsonella och familjen malvaväxter. Inga underarter finns listade i Catalogue of Life.